# Adil Çarçani
Adil Çarçani (ur. 15 maja 1922 w Fushëbardhë koło Gjirokastry, zm. 13 listopada 1997 w Tiranie) – polityk albański. 

## Życiorys
Pochodził z rodziny muzułmańskiej. W komunistycznym ruchu oporu działał od 1942 roku. W 1944 pełnił funkcję komisarza politycznego najpierw w 7 Brygadzie, a następnie w 4 Dywizji Armii Narodowowyzwoleńczej (UNÇ). Po zakończeniu wojny kierował strukturami partii komunistycznej w Durrës i Szkodrze. W 1951 roku został po raz pierwszy ministrem, obejmując resort przemysłu. W latach 1982–1991 premier Albanii. W wyborach 1991 po raz ostatni został wybrany deputowanym z listy Albańskiej Partii Pracy, ale w grudniu tego samego roku pozbawiono go immunitetu.
Odznaczony Orderem Wolności I klasy.
Był żonaty (żona Heba z d. Spahiu).

## Teksty w języku polskim
- Adil Çarçani, Albania na drodze do socjalizmu, „Trybuna Ludu” (333), 30 listopada 1952, s. 3.